# Portugalská architektura

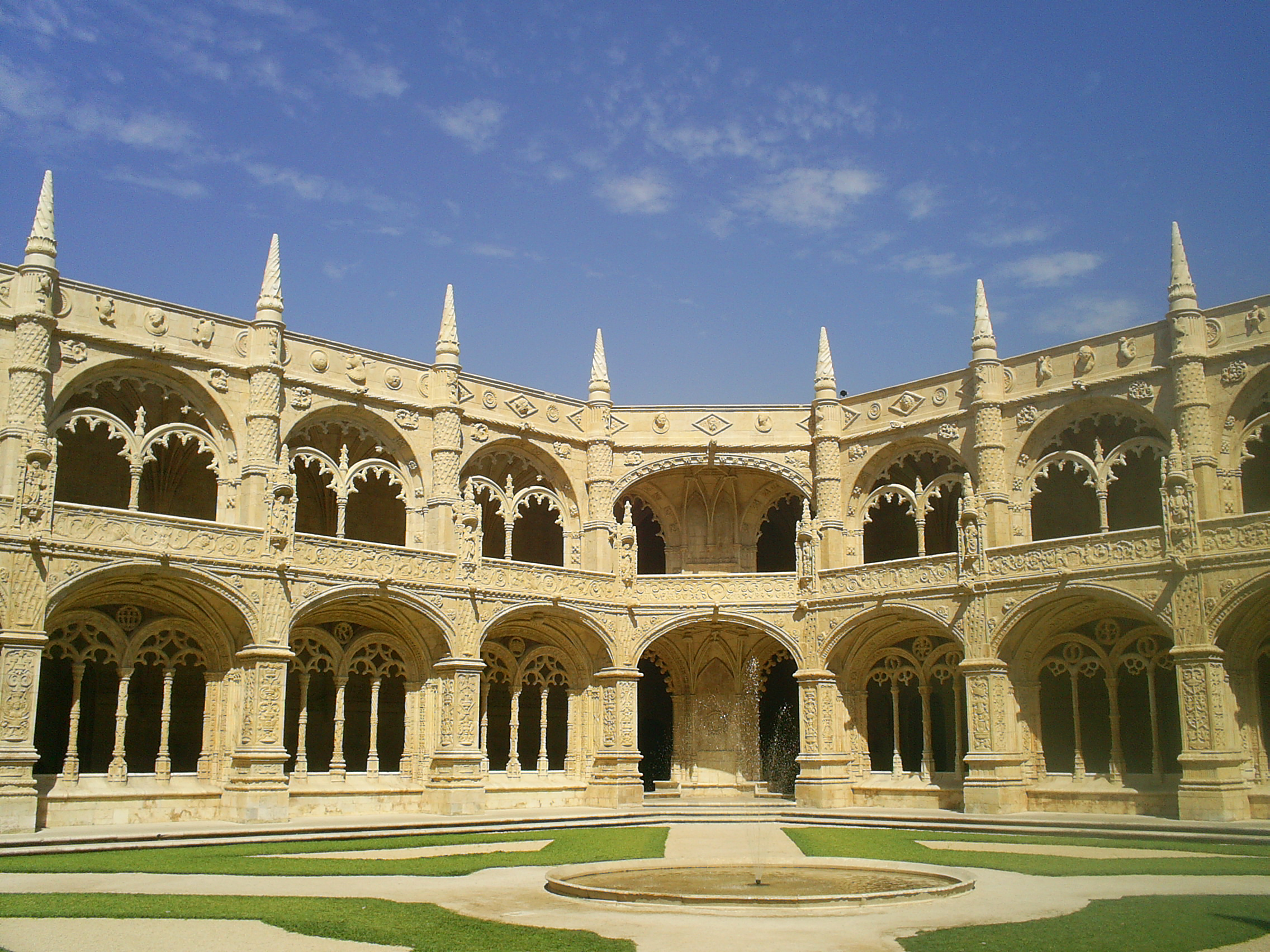
Manuelský ambit Kláštera jeronymitů v Lisabonu (1520)

Portugalská architektura odráží bohatou historii země a různorodé kulturní vlivy, které se na území dnešního Portugalska po staletí střetávaly. Na základě evropských a blízkovýchodních slohů zde vznikl jedinečný architektonický typ, který se šířil i do zemí někdejší portugalské koloniální říše.
První významnou etapu představuje románská architektura 12. století, která se rozvíjela spolu s reconquistou postupující ze severu na jih. Následovala gotika, která vyvrcholila specifickým manuelským slohem na přelomu 15. a 16. století. Tento bohatě zdobný styl, spojený s obdobím zámořských objevů, se stal charakteristickým národním projevem. Po ničivém lisabonském zemětřesení v roce 1755 vznikl tzv. pombalovský sloh, kombinující pozdní baroko s klasicismem a důrazem na protipožární a protiseismická opatření. V 19. století se prosadily historizující slohy včetně neomanuelského a neomudéjarského, doplněné o litinovou architekturu technických staveb. Počátek 20. století přinesl krátkou epizodu secese a nástup moderny. V období diktatury Estado Novo (1933-1974) se střetával tradicionalistický proud s modernismem. Po roce 1974 se prosadila postmoderna a především tzv. portská škola s významnými architekty jako Álvaro Siza Vieira a Eduardo Souto de Moura, kteří získali Pritzkerovu cenu. Díky nim se současná portugalská architektura těší mezinárodnímu uznání a je dobře institucionálně zakotvená.
Portugalský architektonický vliv se výrazně projevil i v zámoří, zejména v bývalých koloniích v Americe, Africe a Asii, kde vzniklo množství staveb v charakteristických portugalských stylech adaptovaných na místní podmínky. Příkladem jsou bývalé hlavní město Portugalské Indie Goa, opevnění města Angra do Heroísmo na Azorech či koloniální pevnosti jako Elmina v dnešní Ghaně; vše zmíněné bylo vyhlášeno za součást Světového dědictví UNESCO stejně jako řada architektonických památek v pevninském Portugalsku.

## Pravěká a starověká architektura

### Megalitická kultura

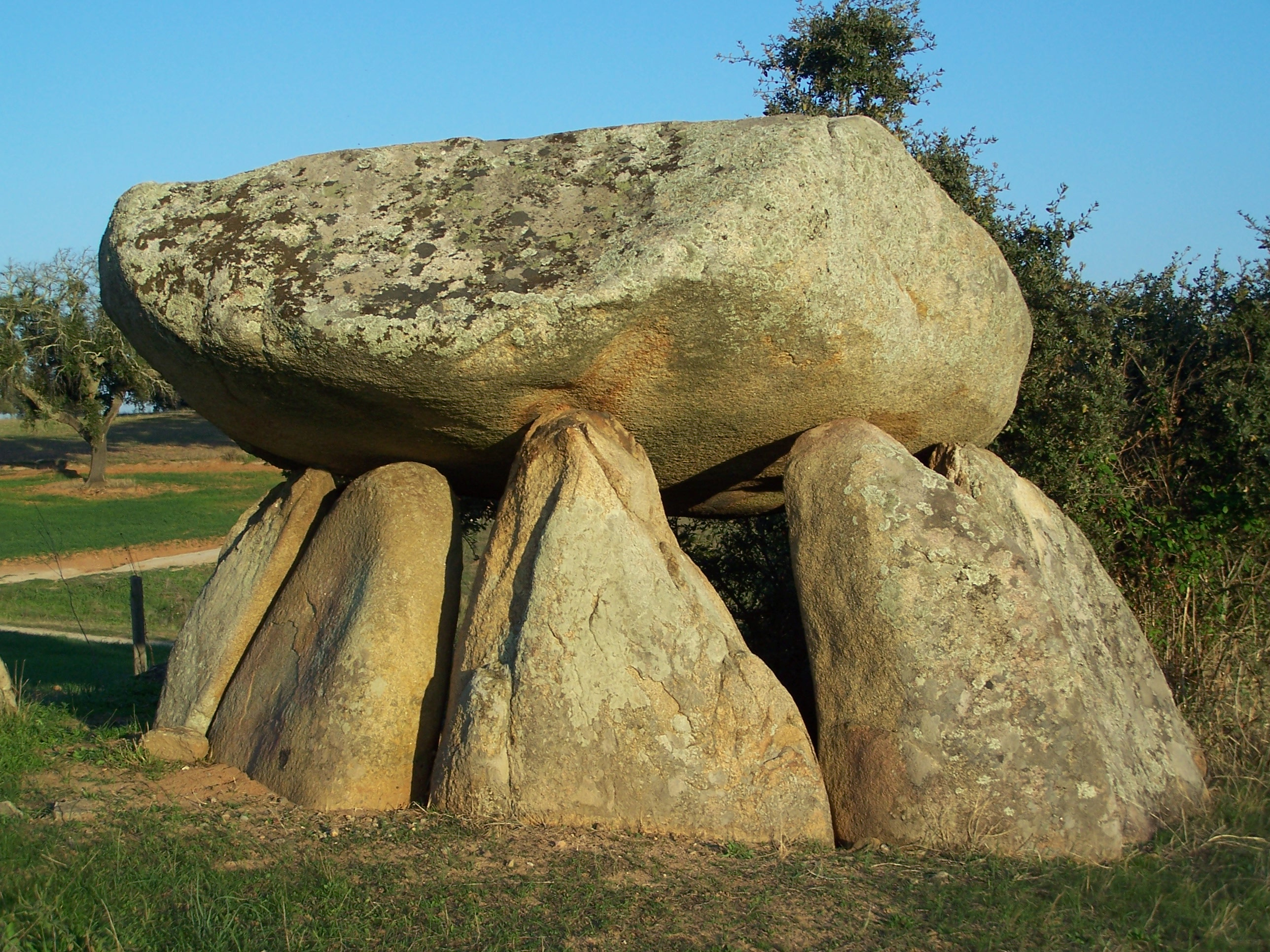
Neolitický dolmen v obci Cabeção

První architektonické památky v Portugalsku pocházejí z neolitu a jsou spojeny s megalitickou kulturou. Na území Portugalska se nachází velké množství dolmenů (místně nazývaných anta nebo dólmen), mohyl (mamoas) a menhirů. Zvláště bohatý na megalitické památky je region Alentejo, kde se nachází pozoruhodný dolmen Anta Grande do Zambujeiro poblíž města Évora. V oblasti se také vyskytují samostatné vztyčené kameny nebo kamenné kruhy. Nejvýznamnější z nich je kromlech Almendres nedaleko Évory, který je největším na Iberském poloostrově - tvoří jej asi 100 menhirů uspořádaných do dvou eliptických útvarů orientovaných východo-západním směrem.

### Předřímská sídliště

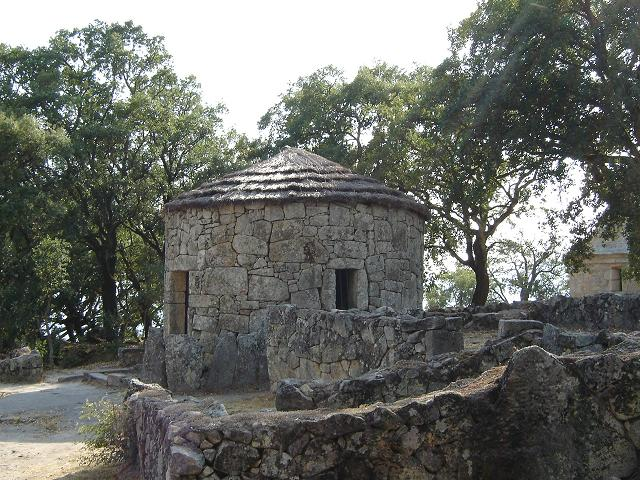
Castro Citânia de Briteiros

Podél řeky Tejo se nacházejí prehistorická opevněná sídliště z doby měděné, jako například Vila Nova de São Pedro u města Cartaxo nebo Castro do Zambujal poblíž Torres Vedras. Tato sídliště byla obývána přibližně v letech 2500-1700 př. n. l. a byla obehnána kamennými hradbami s věžemi.
Od 6. století př. n. l. se v severozápadním Portugalsku a sousední Galicii rozvinula tzv. kultura castro. Pro ni jsou typická opevněná výšinná sídliště (citânia nebo cividade), která většinou přetrvala i během římské nadvlády, kdy byla oblast součástí provincie Gallaecia. Významnými archeologickými nalezišti jsou Citânia de Sanfins u Paços de Ferreira, Citânia de Briteiros poblíž Guimarães a Cividade de Terroso u Póvoa de Varzim. Z obranných důvodů byla tato hradiště stavěna na vyvýšených místech a obklopena několika prstenci kamenných zdí (Terroso mělo tři prstence). Domy byly kruhového půdorysu, stavěné z kamene bez použití malty a kryté doškovými střechami. V některých sídlištích, jako například v Briteiros a Sanfins, byly vybudovány také lázně.

### Římské období

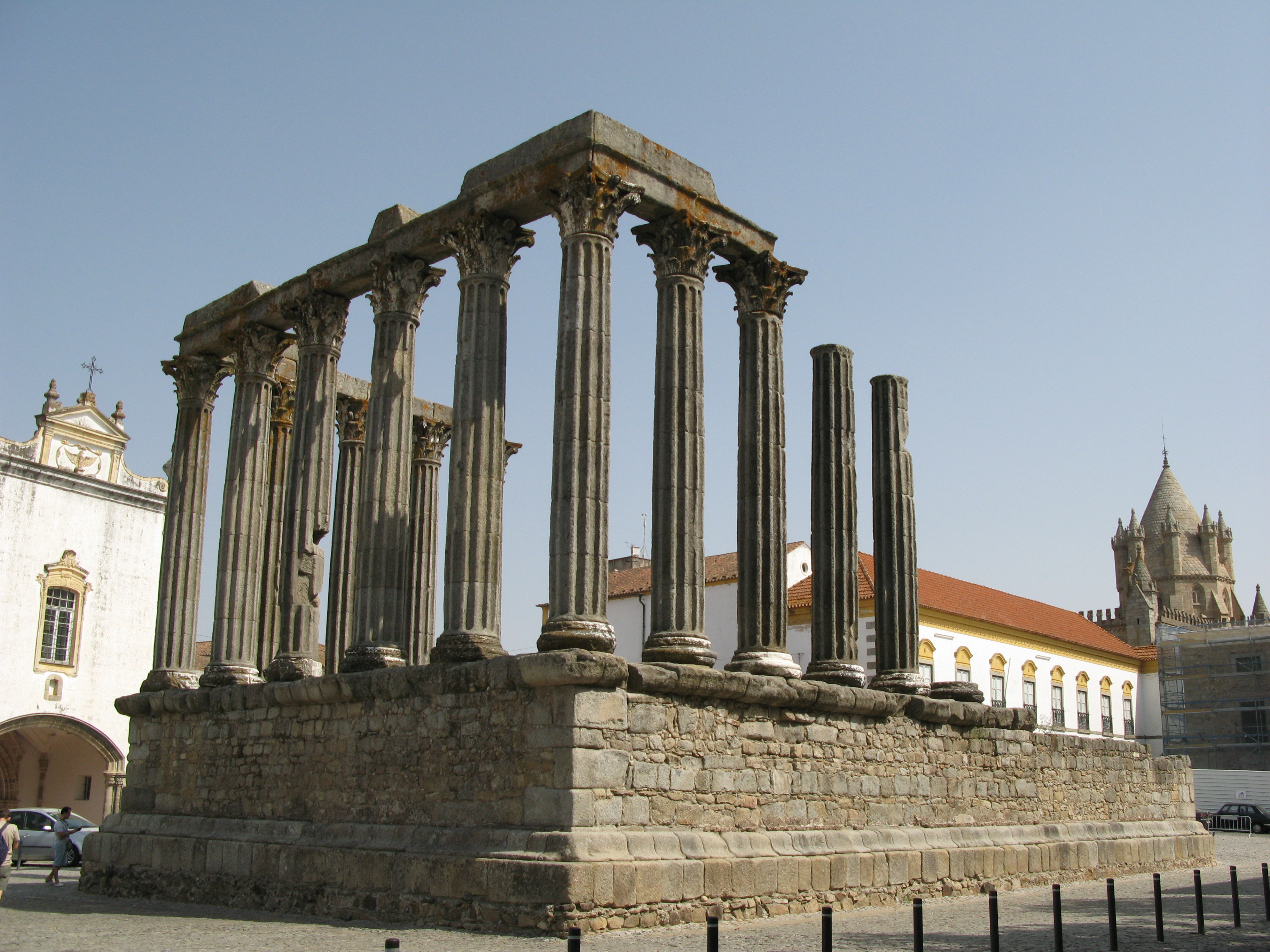
Římský chrám v Évoře, 1. století

Architektura se v Portugalsku významně rozvinula s příchodem Římanů ve 2. století př. n. l. Římané stavěli fóra, divadla, chrámy, lázně a další veřejné stavby. Vybudovali také síť silnic a mostů spojující města a osady.
Mezi významnými římskými městy vyniká Braga (Bracara Augusta), hlavní město provincie Gallaecia, s pozůstatky lázní, veřejné fontány a divadla. V Évoře se dochoval dobře zachovaný římský chrám, pravděpodobně zasvěcený kultu císaře Augusta. Přes řeku Tâmega vede v Chaves římský most.
Nejlépe zachované pozůstatky římské osady jsou v Conímbrice nedaleko Coimbry. Archeologické vykopávky odhalily městské hradby, lázně, fórum, akvadukt, amfiteátr a obytné domy pro střední třídu (insulae) i luxusní sídla (domus) s centrálními dvory zdobenými mozaikami.

## Středověk

### Předrománské a maurské období

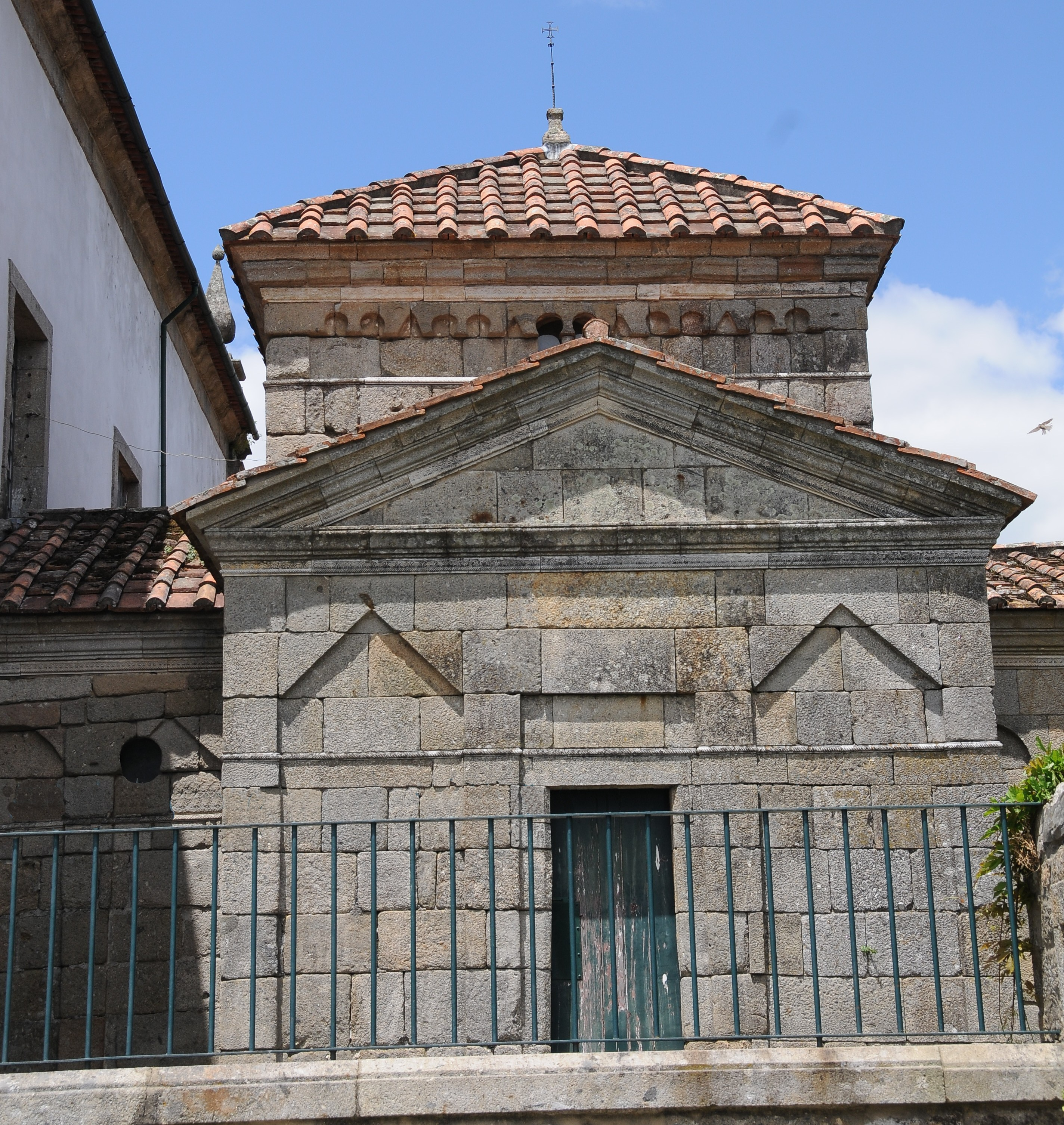
Kaple svatého Fructuosa v Braze ze 7. století

Po pádu římské říše následovaly invaze germánských kmenů, zejména Svébů a Vizigótů. Z období vizigótské nadvlády (580-770) se dochovalo jen málo staveb. Jednou z nich je kaple São Frutuoso (svatého Fructuosa) v centru Bragy ze 7. století, která byla součástí vizigótského kláštera. Stavba má půdorys řeckého kříže s pravoúhlými rameny a centrální kupolí. V architektuře se projevují vlivy byzantské architektury.

Po muslimské invazi v roce 711 se křesťanské Asturské království na severu poloostrova stalo centrem odporu. Mozárabové, křesťané žijící na muslimském území, směli stavět kostely. Nejvýznamnější z tohoto období je kostel sv. Petra v Lourose nedaleko Oliveira do Hospital z roku 912. Jedná se o baziliku se třemi loděmi oddělenými podkovovitými oblouky.

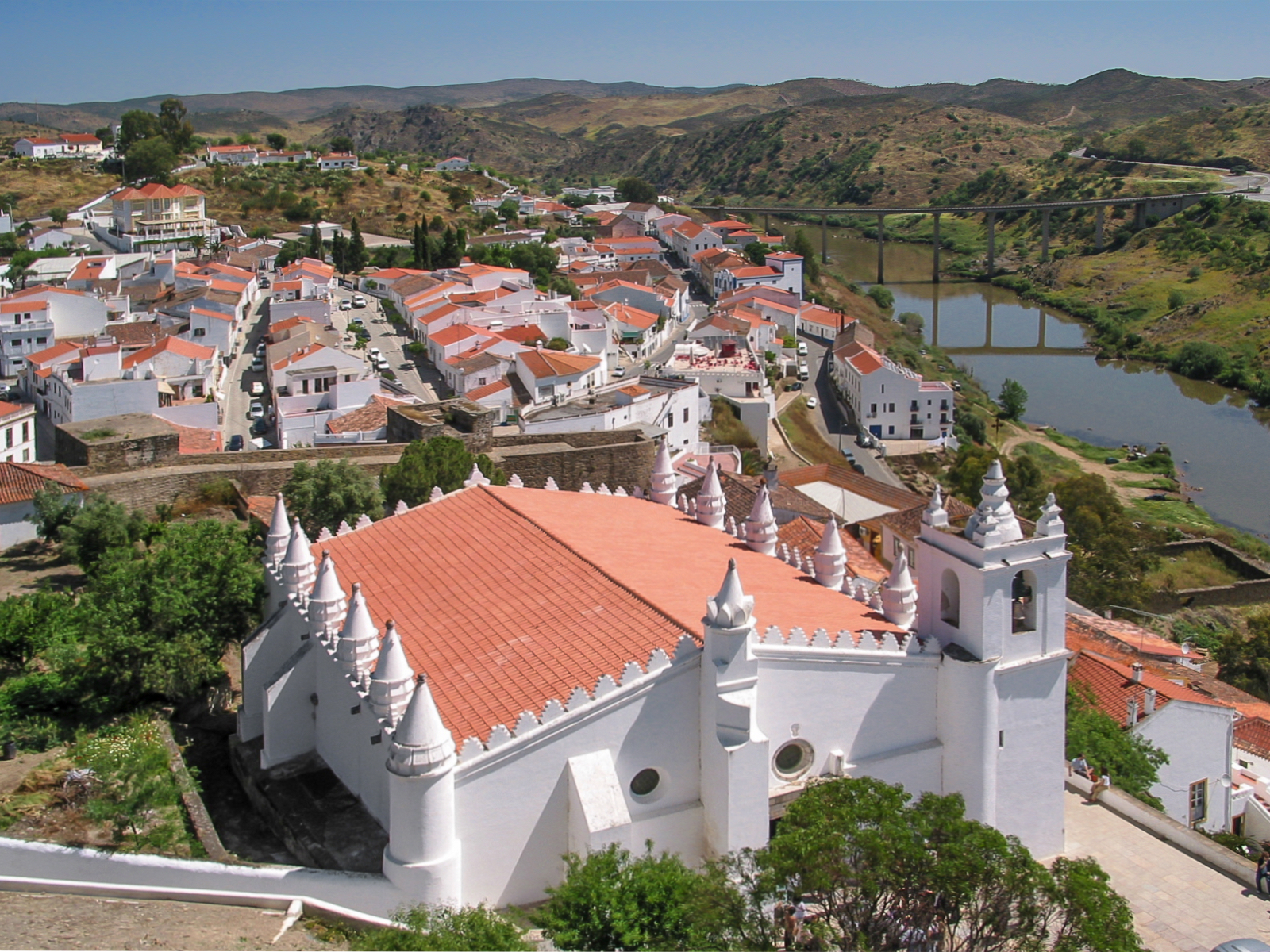
Pohled na Mértolu s hlavním kostelem, bývalou mešitou, v popředí

V roce 711 Iberský poloostrov ovládli Maurové a ukončili vizigótskou nadvládu. Maurská přítomnost významně ovlivnila architekturu zejména v jižním Portugalsku, kde reconquista skončila až v roce 1249. Stavby byly často budovány z dusané hlíny (taipa) a vepřovic, s charakteristickým bílým vápenným nátěrem. Na rozdíl od sousedního Španělska se v Portugalsku dochovalo jen málo islámských staveb v původní podobě.
Nejlépe zachovaným maurským hradem je hrad Silves v Algarve, postavený mezi 8. a 13. stoletím. Dochovaly se jeho hradby a čtverhranné věže z maurského období i vodní cisterny z 11. století. Dalším významným hradem je Paderne, jehož ruiny dokládají stavební techniku taipa. Pozůstatky maurských městských hradeb se dochovaly v Lisabonu (tzv. Cerca Velha) a Évoře.
Většina mešit byla po reconquistě přestavěna na kostely. Jedinečnou výjimkou je hlavní kostel v Mértole, původně mešita z 12. století. I přes pozdější úpravy si zachoval charakteristický labyrintický interiér s „lesem“ sloupů, tři podkovovité oblouky s alfizem a mihráb ukazující k Mekce.

### Románské období

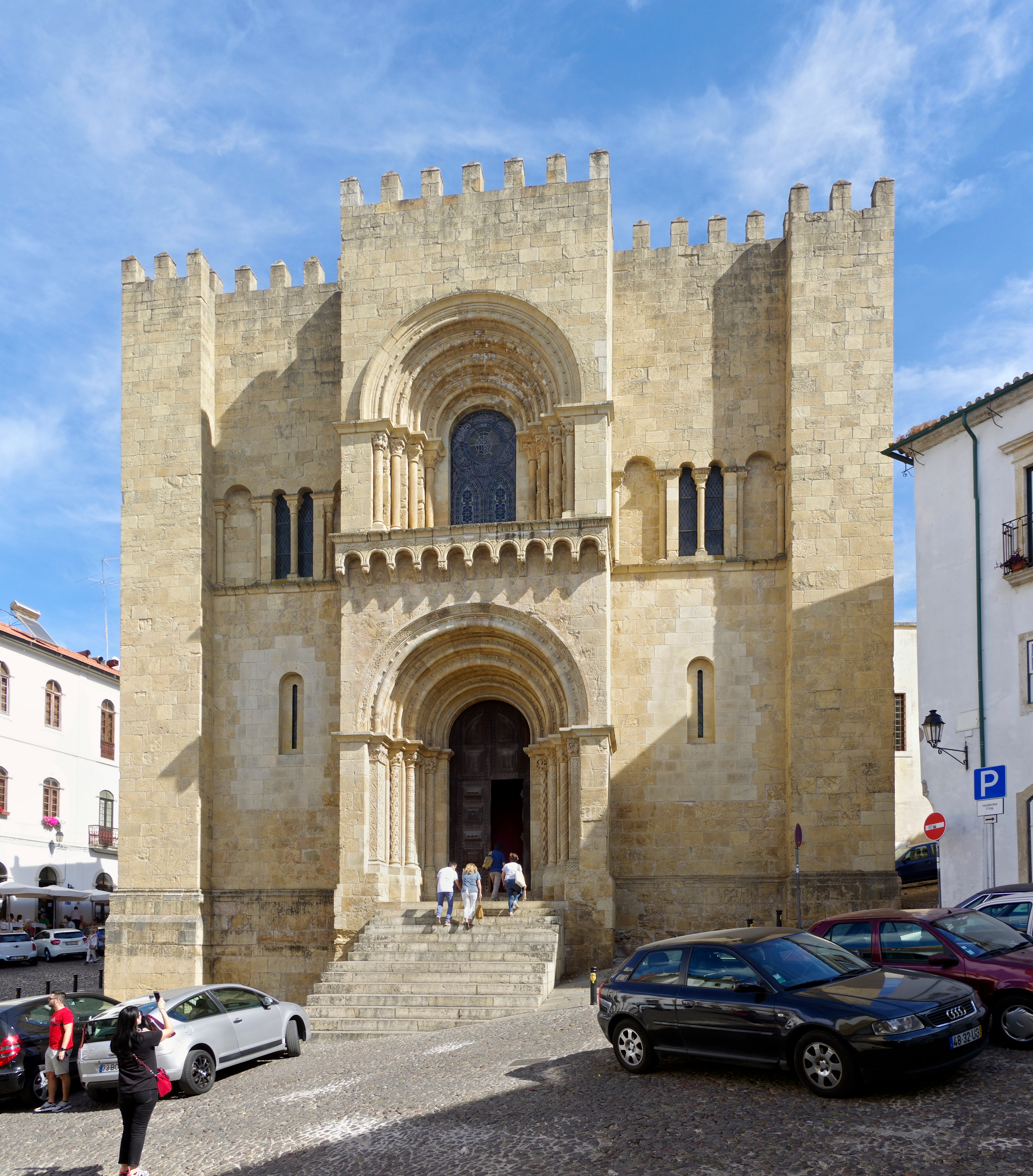
Průčelí staré katedrály v Coimbře (Sé Velha), započato 1162

Románský sloh přišel do Portugalska na přelomu 11. a 12. století. Mezi první významné románské stavby patří katedrála v Braze a klášter v Rates. Velký rozmach stavební činnosti nastal po roce 1095, kdy se vlády v Portugalském hrabství ujal Jindřich Burgundský, který s sebou přivedl šlechtice a benediktinské mnichy z Cluny.
V průběhu reconquisty se románský sloh šířil ze severu na jih. Nejvýznamnějšími památkami jsou katedrály v Braze, Portu, Coimbře, Lisabonu a dalších městech. Většina z nich byla později přestavěna, s výjimkou staré katedrály v Coimbře (započata 1162). Ta má půdorys latinského kříže s trojlodím, transeptem a třemi východními kaplemi. Střední loď je zakryta kamennou valenou klenbou.
Pozoruhodnou románskou stavbou je rotunda v hradě Tomar, kterou ve druhé polovině 12. století postavili templáři. Kruhová stavba s osmiúhelným jádrem byla pravděpodobně inspirována Skalním dómem v Jeruzalémě.

### Gotika a manuelský styl

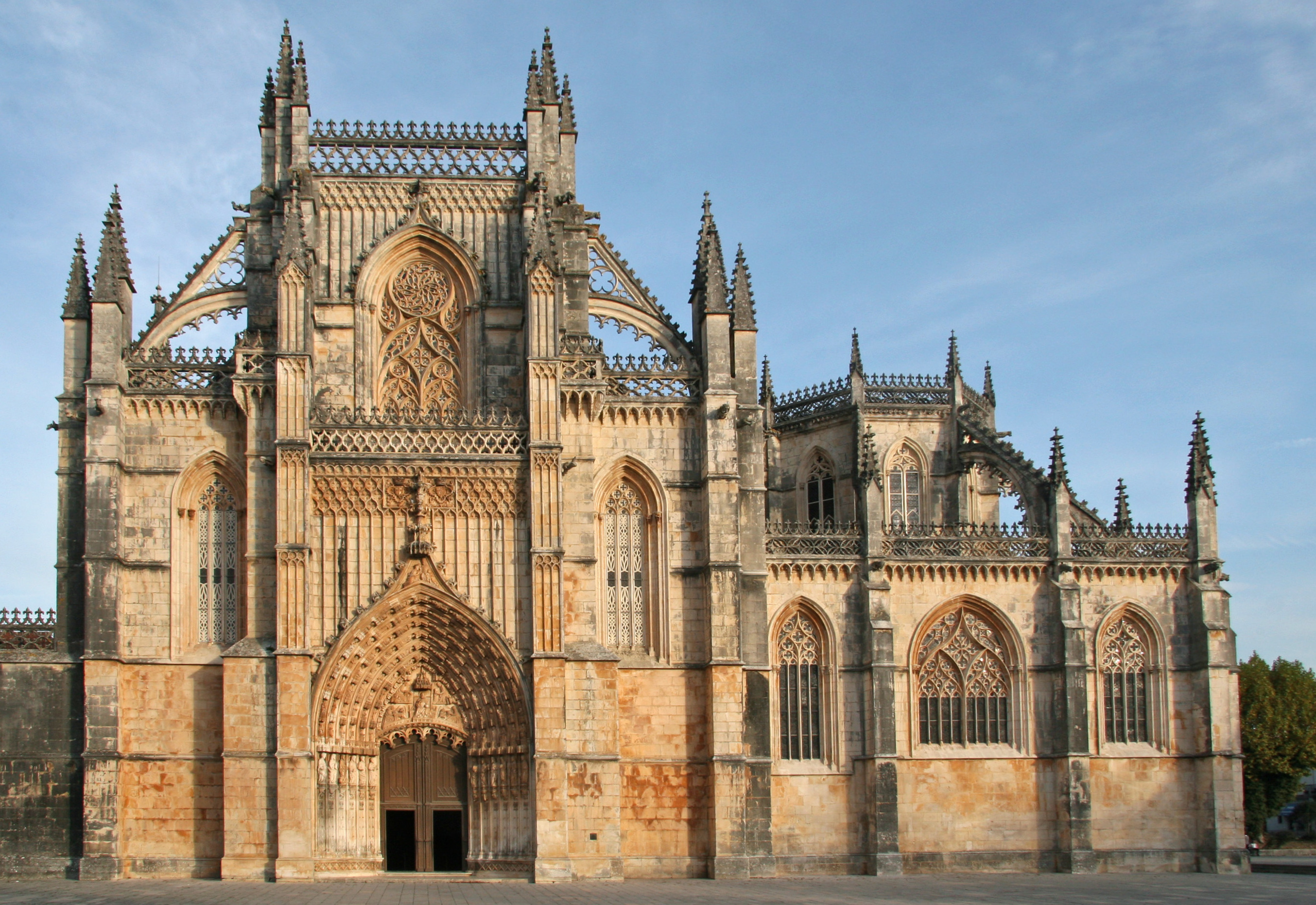
Klášter Batalha, postavený Janem I. na památku konce portugalského interregna 1383-1385

Gotickou architekturu přinesl do Portugalska cisterciácký řád. První plně gotickou stavbou je kostel kláštera Alcobaça, postavený mezi lety 1178 a 1252. Inspirován klášterem Clairvaux vyniká vysokými štíhlými loděmi a žebrovou klenbou. Pak se gotika šířila především prostřednictvím žebravých řádů (františkáni, augustiniáni, dominikáni). Jejich kostely měly typicky trojlodí kryté dřevěným stropem a apsidu s třemi kaplemi s žebrovou klenbou.

Vrcholem portugalské gotiky je klášter Batalha, budovaný od počátku 15. století. Po roce 1402 zde Huguet zavedl plaménkovou gotiku s bohatou dekorací, velkými okny s kružbami a zdobným cimbuřím. Jinou stránku středověkého stavbnictví představují hrady a opevnění, například sídlo prvních portugalských panovníků Guimarães, pevnost Marvão na hranici se Španělskem nebo opevněné město královen Óbidos se svým městským hradem.

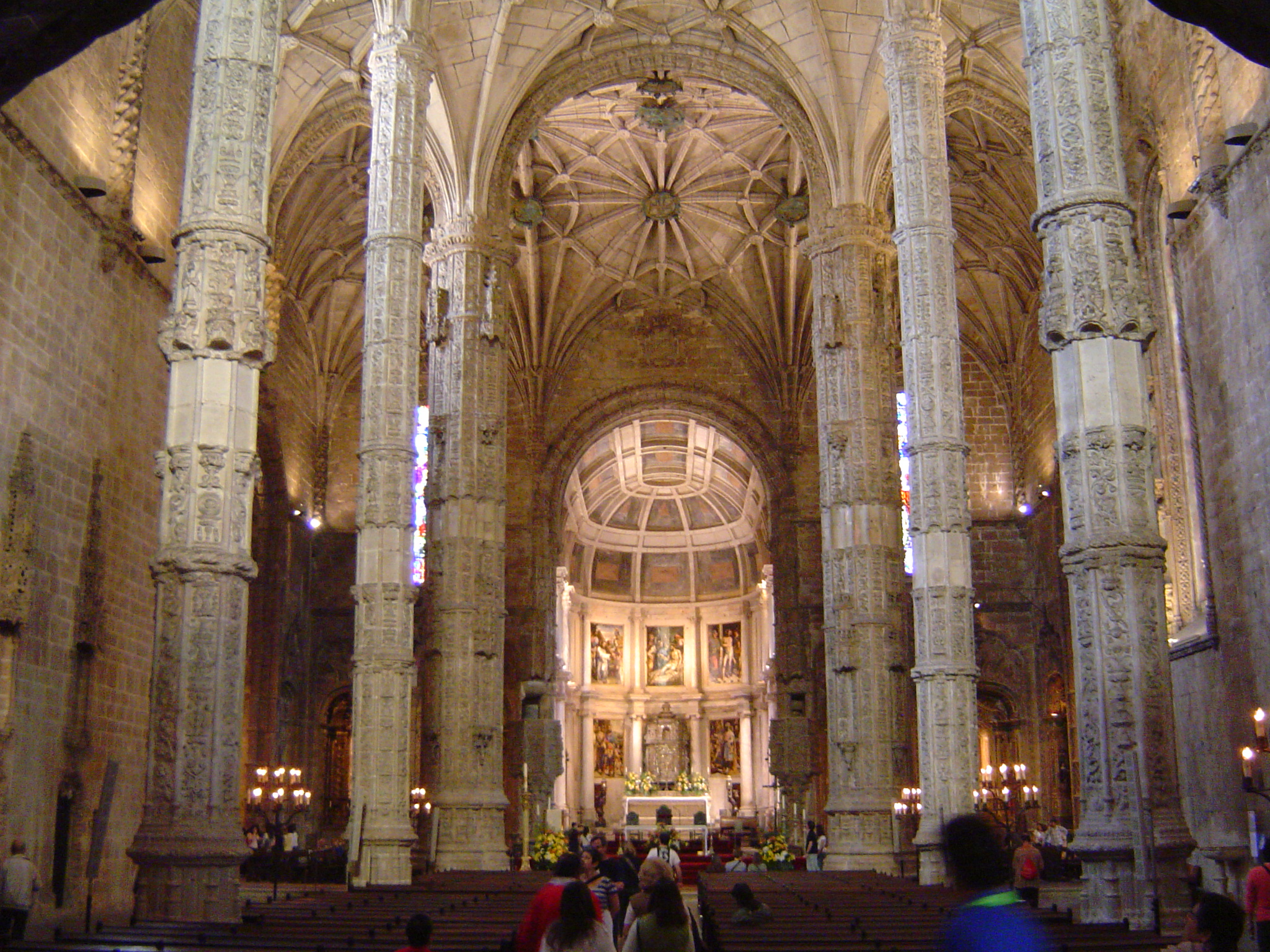
Loď Kláštera jeronymitů (1502-1520), architekti Diogo Boitaca a João de Castilho, Lisabon

Tzv. manuelská gotika či manuelský styl, pojmenovaný podle krále Manuela I., je přechodným slohem mezi gotikou a renesancí. Tento zdobný styl byl financován rozvíjejícím se zámořským obchodem a kombinuje pozdně gotické prvky s vlivy španělské plateresky, italské a vlámské renesance i islámského umění. Charakteristická je námořní tematika (lana, mořské motivy) a bohatá přírodní ornamentika. První manuelskou stavbou je klášter Ježíše v Setúbalu (1490-1510) od architekta Diogo Boitaca. Kostel má tři stejně vysoké lodě nesené točitými sloupy, což je typický prvek manuelského slohu. Vrcholem tohoto stylu je klášter jeronymitů v Lisabonu, dokončený ve 20. letech 16. století Joãem de Castilho; významná je rovněž blízká Belémská věž.

## Raný novověk

### Renesance, manýrismus a strohý sloh

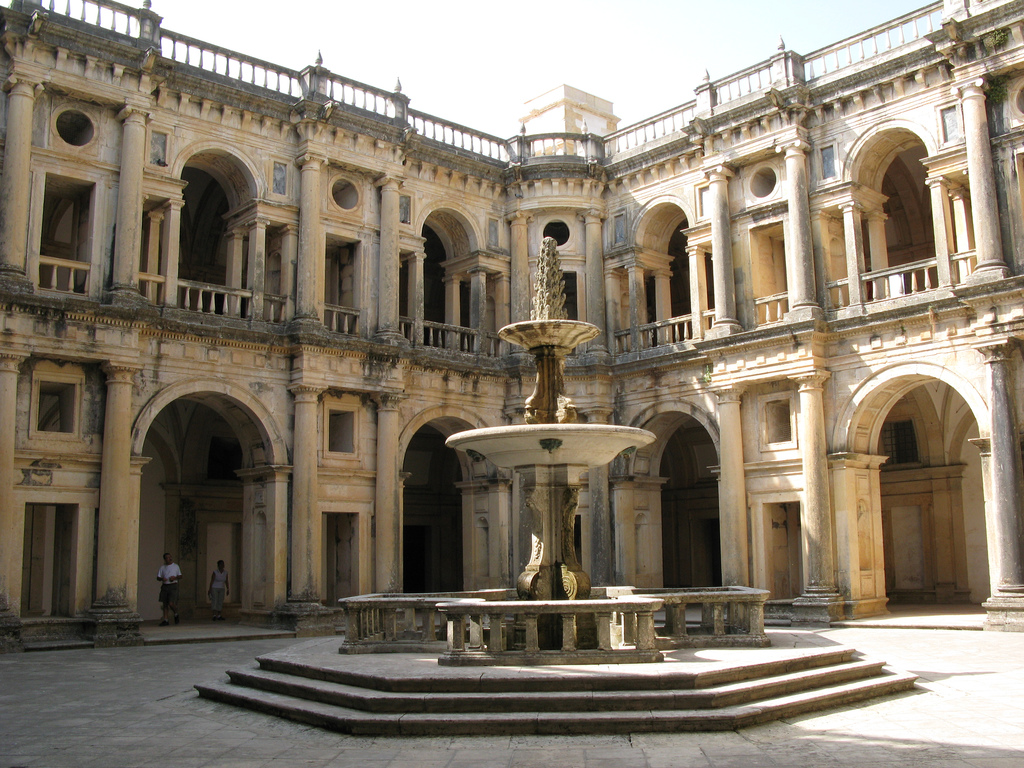
Ambit Jana III. v Klášteře Řádu Kristova v Tomaru (1557), Diogo de Torralva a Filippo Terzi

Renesanční sloh se v Portugalsku příliš neujal. Od 30. let 16. století jej praktikovali hlavně zahraniční architekti, což vedlo k označení estrangeirada (cizí vliv). Teorii nového stylu šířil malíř a architekt Francisco de Holanda ve spisu Dialogy o antickém malířství. Mezi první čistě renesanční stavby patří kaple Nossa Senhora da Conceição v Tomaru od kastilského architekta Diogo de Torralva (1532-1540). Ambit Jana III. v Klášteře Řádu Kristova v Tomaru započal Torralva v roce 1557 a dokončil italský architekt Filippo Terzi v roce 1591; tyto patrové chodby jsou považovány za jeden z nejvýznamnějších příkladů manýrismu v Portugalsku.
Významným portugalským architektem této doby byl Afonso Álvares, který postavil katedrály v Leirii (1551-1574), Portalegre (od 1556) a kostel sv. Rocha v Lisabonu. Mezi jeho následovníky patřili Miguel de Arruda (kostel Panny Marie Milostné v Évoře), Baltasar Álvares (Nová katedrála v Coimbře a kostel sv. Vavřince v Portu) a Manuel Pires (kostel sv. Antonína v Évoře). K vojenským stavbám vzniklým v té době patří například opevnění města Elvas.
V období portugalsko-španělské unie se rozvinul tzv. strohý sloh (arquitectura chã), který definoval historik George Kubler. Styl se vyznačoval jasnou strukturou, robustním vzhledem a umírněnou dekorací. Byl reakcí na zdobný manuelský styl i na španělské baroko a stal se výrazem portugalské identity. K jeho představitelům patří Baltasar Álvares, autor Nová katedrály v Coimbře (1598-1640) a kostela sv. Vavřince v Portu (od 1614), dále João Turriano, který řídil přestavbu kláštera Tibães a stavbu kláštera São Bento, Francisco de Mora, jenž navrhl klášter Nossa Senhora dos Remédios v Évoře (1601-1614) a Pedro Nunes Tinoco, jehož dílem je kostel sv. Marty v Lisabonu (1616).
V této době se také rozšířilo použití ozdobných kachlů (azulejů) a zlacené dřevořezby (talha dourada) v kostelní výzdobě. Obojí se pak používalo i v dalších epochách. Příkladem talha dourada je interiér kostela svatého Františka v Portu, který vznikal hlavně v období baroka.

### Baroko a rokoko

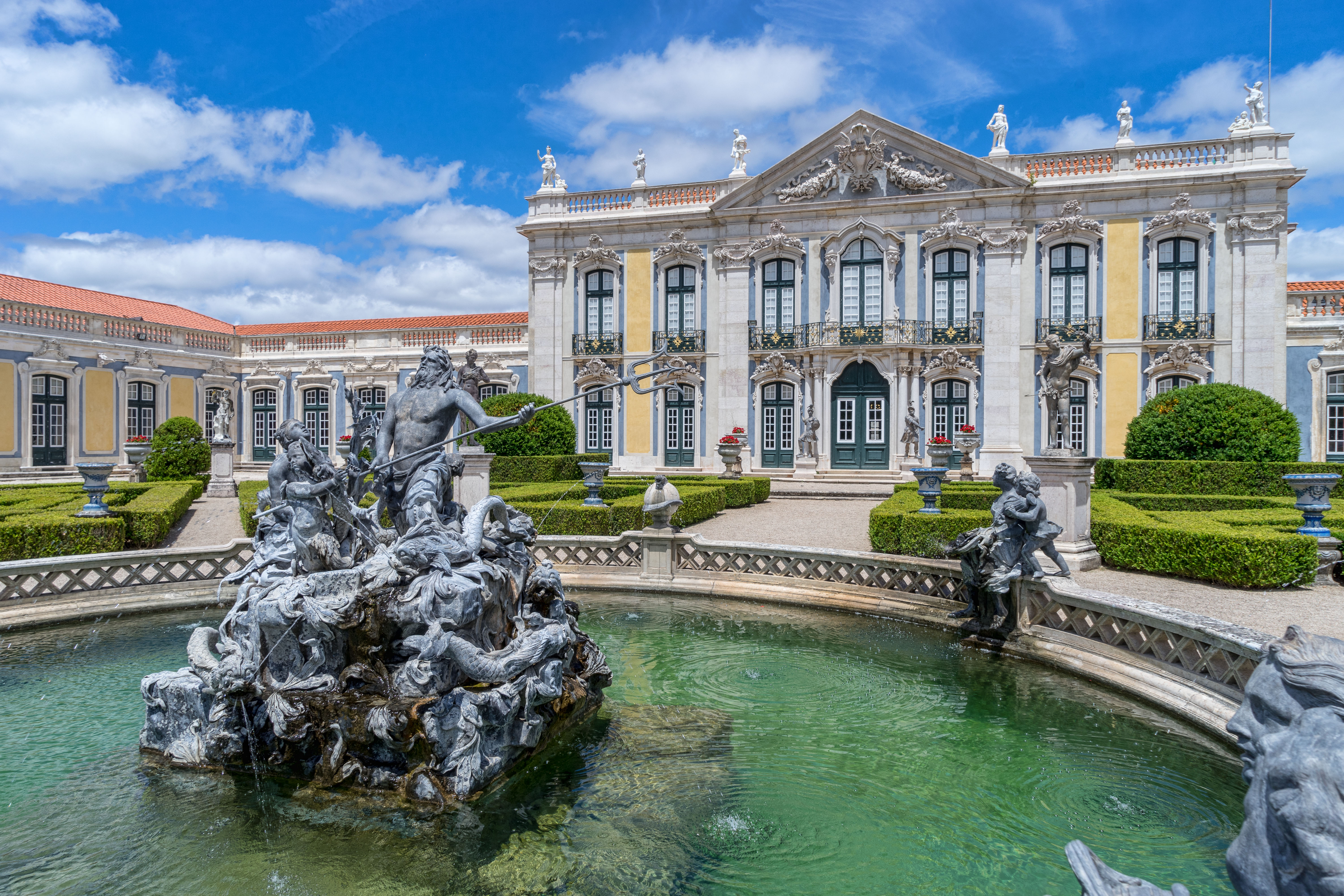
Palác Queluz, navržený Mateusem Vicente de Oliveirou

Rozmach baroka nastal po objevu zlata a drahokamů v brazilském Minas Gerais v roce 1697. Díky příjmům z těžby se Portugalsko stalo v 18. století nejbohatší zemí Evropy. Král Jan V. Portugalský se snažil vyrovnat francouzskému králi Slunce Ludvíku XIV. a zahájil řadu velkolepých stavebních projektů. Nejvýznamnější z nich je Národní palác Mafra, monumentální komplex zahrnující palác, klášter a baziliku. Navrhl jej německý architekt Johann Friedrich Ludwig (v Portugalsku známý jako João Frederico Ludovice) jako syntézu římských staveb baziliky sv. Petra, jezuitského kostela sv. Ignáce a Palazzo Montecitorio.
Další významné stavby jsou například knihovna Biblioteca Joanina od Gaspara Ferreiry (1717-1728), akvadukt Águas Livres v Lisabonu (1729-1748) od Manuela da Maia, Antonia Canevariho a Custódia Vieiry, Palác Necessidades (dokončen 1750) od skupiny architektů včetně Eugénia dos Santose a Palác Queluz (1755-1758) od Mateuse Vicente de Oliveiry, již s prvky nastupujícího rokoka.
Odlišný a bohatší barokní styl s rokokovými prvky se rozvinul v severním Portugalsku. Italský architekt Nicolau Nasoni navrhl kostel a věž Clérigos v Portu. Významnou památkou je také poutní místo Bom Jesus do Monte u Bragy s monumentálním schodištěm vedoucím do výšky 116 metrů. Palácio do Raio v Braze od André Soarese představuje vrchol městského rokokového paláce s bohatě zdobenou fasádou. V této době vznikla také řada venkovských sídel a panských domů v pozdně barokním stylu, například domy rodiny Lobo-Machado v Guimarães, Malheiro ve Viana do Castelo a Mateus ve Vila Real.

### Pombalovský sloh

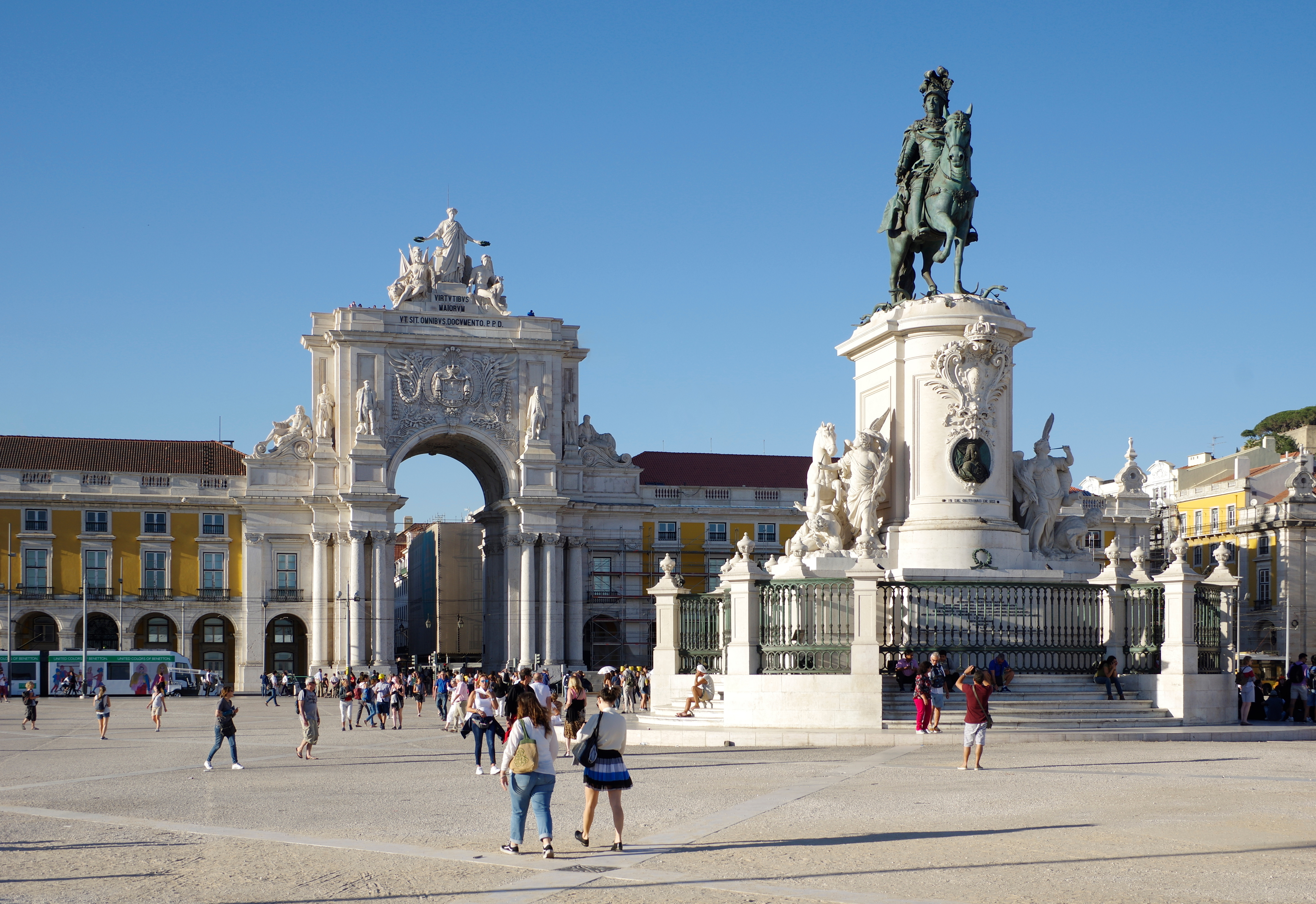
Náměstí Praça do Comércio

Po ničivém zemětřesení v Lisabonu v roce 1755 nařídil král Josef I. Portugalský a jeho první ministr markýz de Pombal rozsáhlou přestavbu města. Vznikl tak nový architektonický styl, později nazvaný pombalovský. Tento sloh se vyznačuje pravidelností, racionalitou a pragmatismem. Architekti Eugénio dos Santos a Carlos Mardel navrhli přestavbu čtvrti Baixa s pravoúhlou sítí ulic. Novinkou byla konstrukce budov odolná proti zemětřesení, založená na dřevěné kostře zapuštěné do zdí, která byla testována simulovanými otřesy pomocí pochodujících vojáků.
Typická pombalínská budova má až čtyři podlaží, v přízemí arkády s obchody, v prvním patře balkony a podkrovní střechu. Fasády jsou strohé, dekorativní prvky se objevují jen u významnějších staveb. Paláce musely dodržovat předepsanou střídmost, kostely byly budovány v redukovaném počtu s jednolodní dispozicí a rokokovou výzdobou.
Nejvýznamnějším prostorem je Praça do Comércio (Obchodní náměstí) v Lisabonu navržené Eugéniem dos Santosem v roce 1755 a otevřené k řece Tajo, lemované ministerskými budovami s dominantou jezdecké sochy krále Josefa I. Pombalovský styl se uplatnil i mimo Lisabon, například při výstavbě města Vila Real de Santo António v Algarve.

## 19. století

### Klasicismus a další styly konce 18. a počátku 19. století

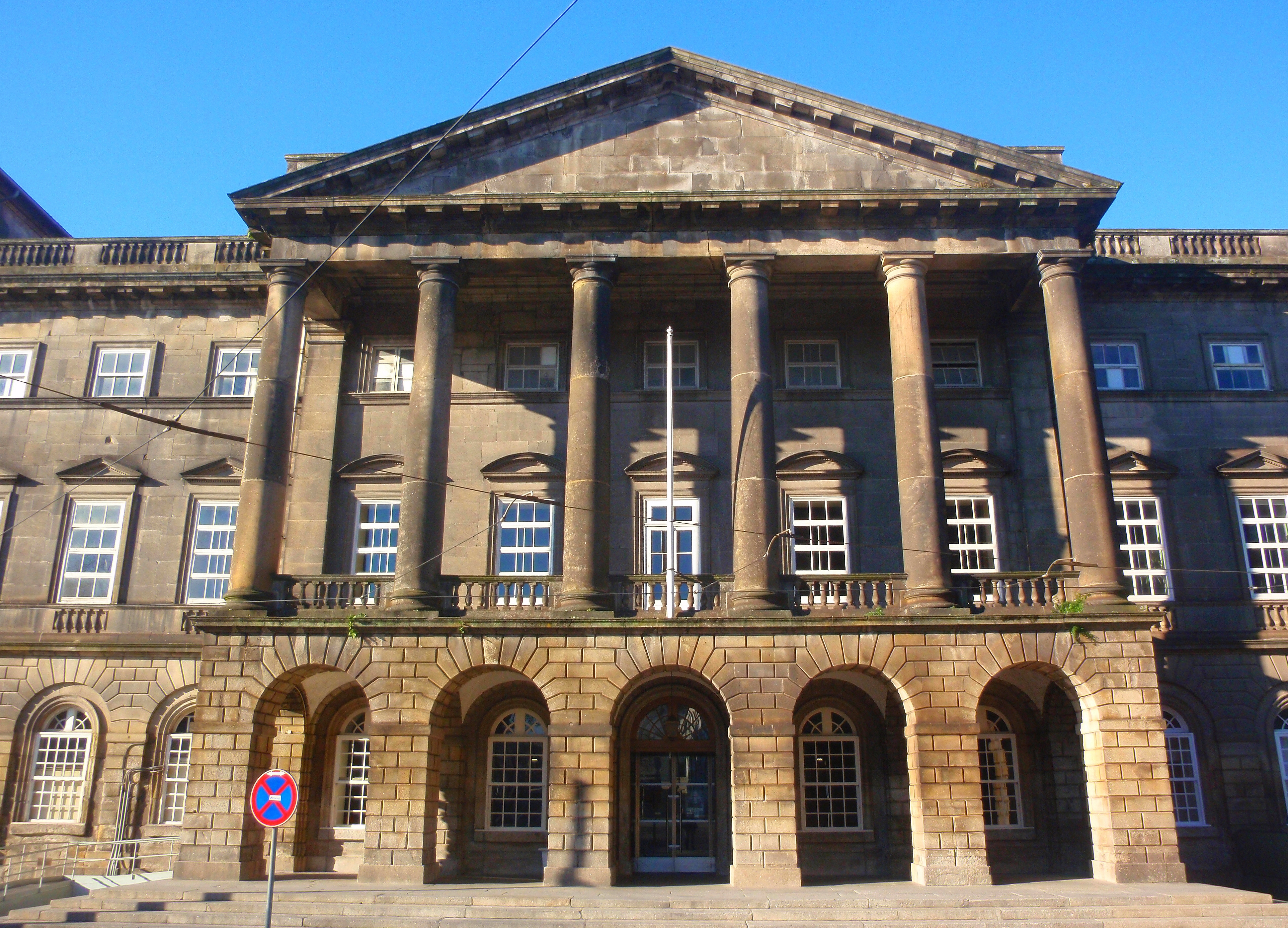
Nemocnice sv. Antonína v Portu

Klasicistní architektura se v Portugalsku začala prosazovat v 70. letech 18. století stavbou Královské jízdárny v Belému a nemocnice svatého Antonína v Portu (arch. John Carr). Vyvinuly se dvě školy: severní (Porto, Braga) ovlivněná britským palladianismem a jižní (Lisabon) inspirovaná italskými a francouzskými vzory.
Typická klasicistní stavba je funkční, symetrická, s trojdílným členěním fasády, arkádami v přízemí a střídmou dekorací. K nejvýznamnějším realizacím severní (portské) školy kromě zmíněných staveb Johna Carra patří Burzovní palác (burza postavená Joaquimem da Costa Lima Júniorem), Factory House (sídlo britských obchodníků od Johna Whiteheada), Palác Carrancas od Joaquima da Costa Lima Sampaio a Cadeia da Relação (věznice navržená Eugéniem dos Santosem). Jižní (lisabonská) škola vytvořila například královský palác Ajuda a Národní divadlo São Carlos, obojí od Josého da Costa e Silva, dále Národní divadlo Marie II. od Fortunata Lodiho a Královskou jízdárnu v Belému od Giacoma Azzoliniho.
Někdy před polovinou 19. století v LIsabonu vznikla tradice portugalského dláždění (calçada portuguesa) v podobě ornamentálních mozaik, které se rozšířilo dál po Portugalsku i do Brazílie a Španělska, zejména Barcelony, a dlouho bylo typické pro vzhled tamních ulic a náměstí.

### Konec 19. století
V 19. století se v Evropě rozšířil historismus, napodobující slohové prvky minulosti. V Portugalsku byly dvě z jeho podob specifické pro tuto zemi, a sice neomanuelský sloh navazující na manualskou gotiku a neomudéjárský sloh s motivy maurského stylu.

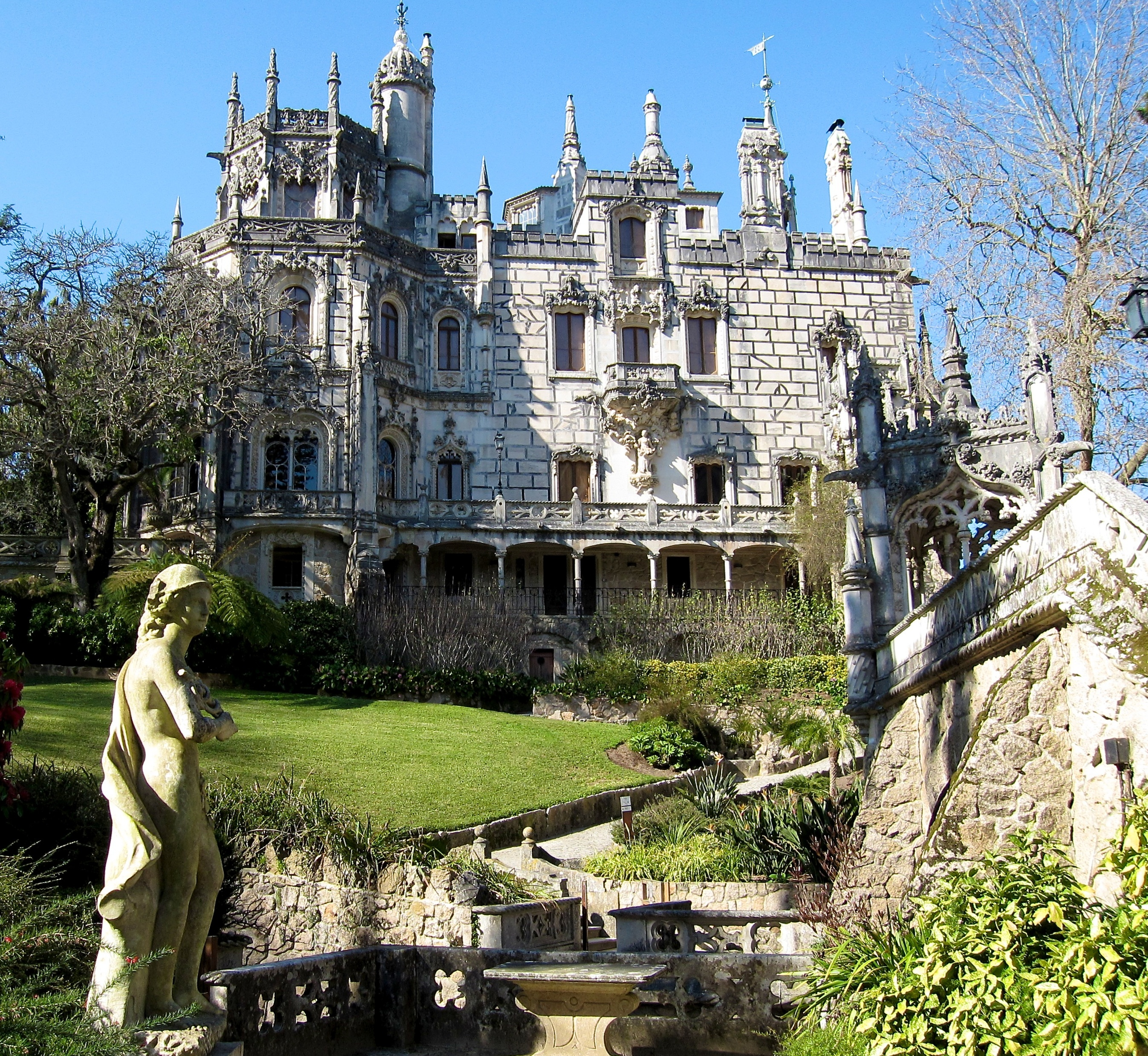
Quinta da Regaleira v Sintře, Luigi Manini, 1889

Neomanuelský sloh znamenal romantické oživení manuelské gotiky z přelomu 15. a 16. století. První realizací byl Palác Pena v Sintře (1839-1849). Styl využívá národní symboly jako armilární sféru, kříž Kristova řádu a motivy z věku portugalských objevů (lana, exotické ovoce, mořská monstra). K dalším významným stavbám patří Nádraží Rossio v Lisabonu (José Luís Monteiro, 1886) a Quinta da Regaleira v Sintře (Luigi Manini, 1889).

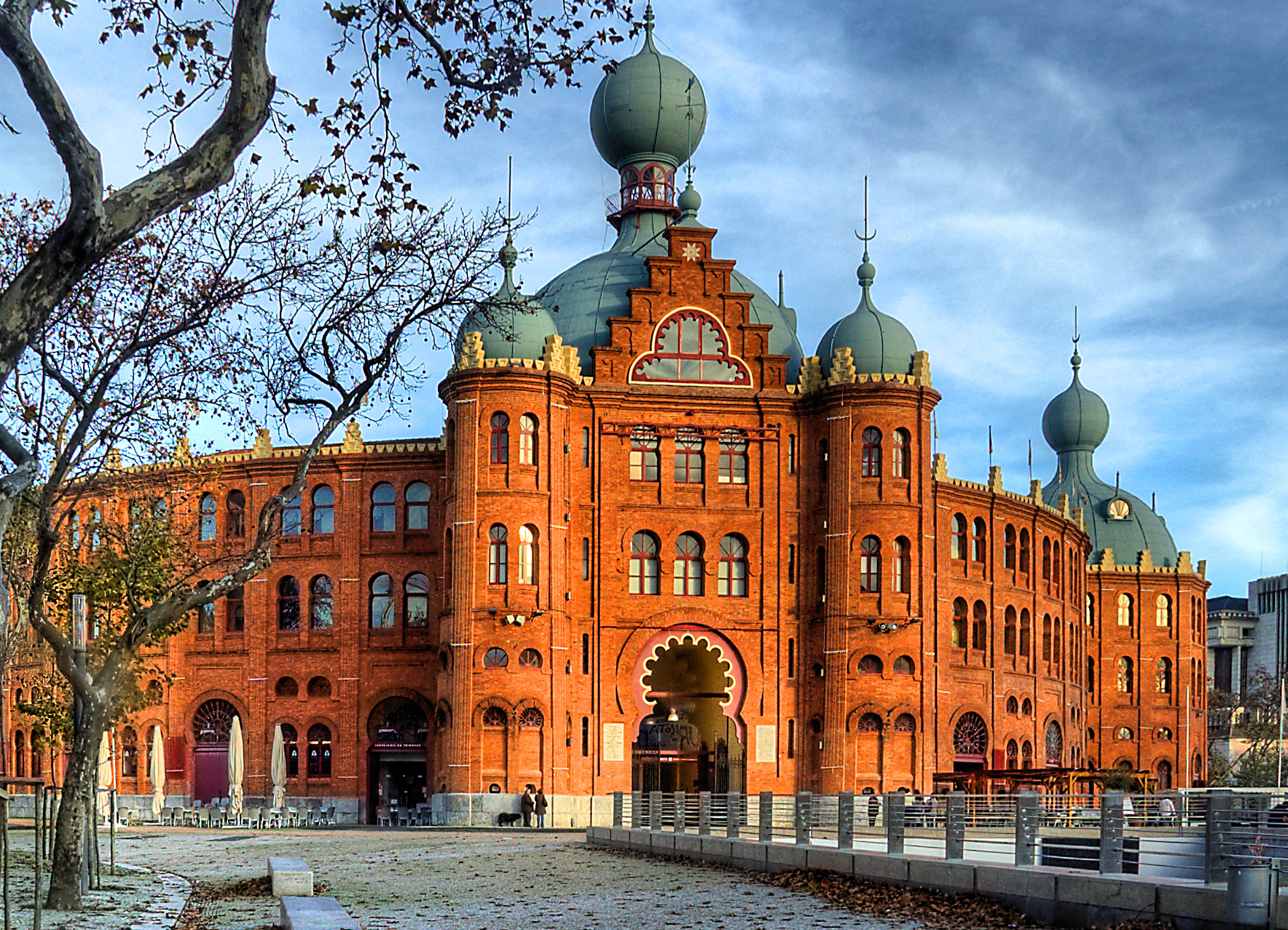
Býčí aréna Campo Pequeno, 1892

Neomudéjarský sloh usiloval o oživení maurské architektury. Uplatnil se zejména v Lisabonu a na Portugalské riviéře. Příklady jsou opět Palác Pena v Sintře (v kombinaci s neomanuelským slohem), Palác Monserrate v Sintře od Jamese Thomase Knowlese, Campo Pequeno (býčí aréna v Lisabonu) od Antónia Josého Diase da Silva, 1892, a Arabský sál v Burzovním paláci v Portu.

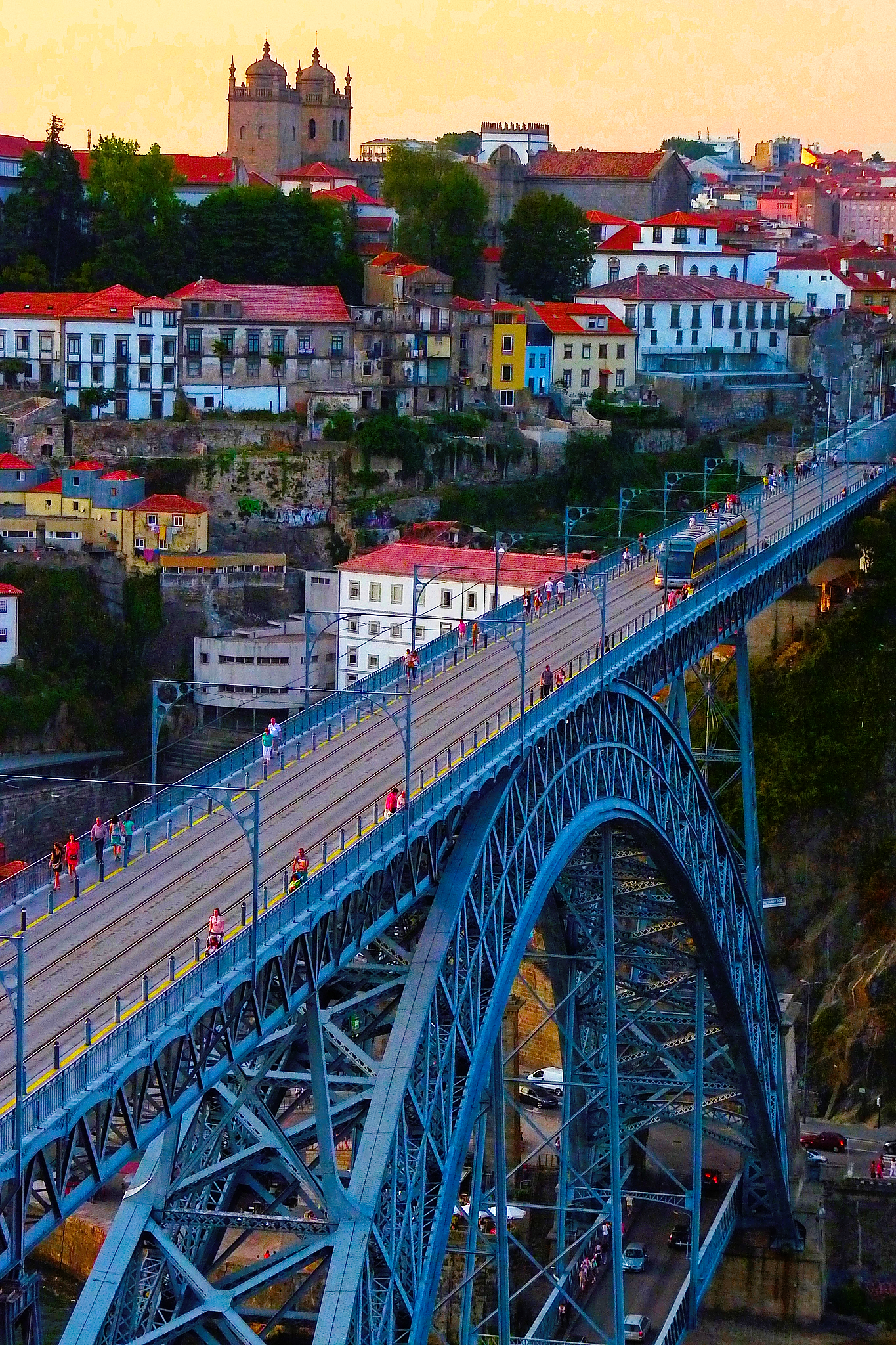
Most Ludvíka I. v Portu

V poslední čtvrtině 19. století se rozvinula také litinová architektura využívaná zejména pro infrastrukturní stavby. K významným realizacím v Portugalsku patří mosty Ludvíka I. a Marie Pii v Portu.

## 20. století a současnost

### Secese a první moderna (1900–1933)
Na přelomu 19. a 20. století se v Portugalsku objevila jen krátká, ale pozoruhodná fáze secesní architektury (‚‚Arte Nova‘‘) , která sem dorazila se zpožděním oproti jiným evropským zemím. Vrcholila v letech 1905–1920, především v městském prostředí Lisabonu a Porta. K výrazným ukázkám patří Livraria Lello (1906) v Portu, kterou proslavilo dřevěné schodiště v interiéru (autor Xavier Esteves), či kavárna Café Majestic (1921, architekt João Queiroz). V Lisabonu vytvořil Manuel Joaquim Norte Júnior dům známý dnes jako Casa-Museu Dr. Anastácio Gonçalves (1904–1905), jenž kombinuje secesní a eklektické prvky.
Dále se také rozvíjela architektura využívající litinové a ocelové konstrukce pro tržnice, skladiště či mosty. V Portu sem patřil Křišťálový palác v Portu (zbořen) a secesní tržnice Mercado Ferreira Borges, v Lisabonu například Výtah Santa Justa, dokončený roku 1902.
Po první světové válce se stále více prosazovaly modernistické myšlenky, ovlivněné aktuálním děním v sousedním Španělsku, Francii i Německu. Vznikla tak menší, ale výrazná skupina architektů, která navrhovala budovy s jednoduššími fasádami a racionálními dispozicemi. Mezi nimi vynikl zejména Porfírio Pardal Monteiro (1897–1957), autor některých částí budovy Instituto Superior Técnico v Lisabonu (1927) či modernizované stanice Cais do Sodré (1928–1929). Důležitý byl i Cassiano Branco (1897–1970), který se soustředil na obytné i komerční stavby, například na lisabonské kino Éden (1931) či Hotel Vitória (1936). Modernistické trendy se postupně uplatňovaly také v urbanismu a řešení nových obytných čtvrtí.

### Architektura pod autoritářským režimem (1933–1974)
Po nástupu autoritářského režimu Nového státu se oficiální architektura rozdělila do dvou výrazných proudů. První, tzv. ‚‚portugalský styl‘‘ (português suave), vycházel z historických a lidových tradic, přejímal prvky manuelské zdobnosti i rustikální elementy. Hlavními teoretiky této větve byli Raul Lino (1879–1974), který propagoval myšlenku Casa Portuguesa (Portugalského domu), a několik lidí kolem ministerstva veřejných prací.
Druhou cestu představovali architekti ovlivnění mezinárodním modernismem, kteří však museli vyhovět režimním požadavkům. Porfírio Pardal Monteiro se v pozdější fázi věnoval veřejným projektům jako centrály bank a vládních institucí, přičemž aplikoval střízlivé moderní formy. V Lisabonu se režim prezentoval též pořádáním velké výstavy Exposição do Mundo Português (1940), na které spolupracovali například José Cottinelli Telmo (1897–1948) a sochař Leopoldo de Almeida na vzniku Památníku objevitelů. V druhé polovině 40. let a v 50. letech vznikaly rozsáhlé projekty sociálního bydlení (např. Alvalade v Lisabonu), které kombinovaly urbanistické a funkční principy s ideologickým tradicionalismem.

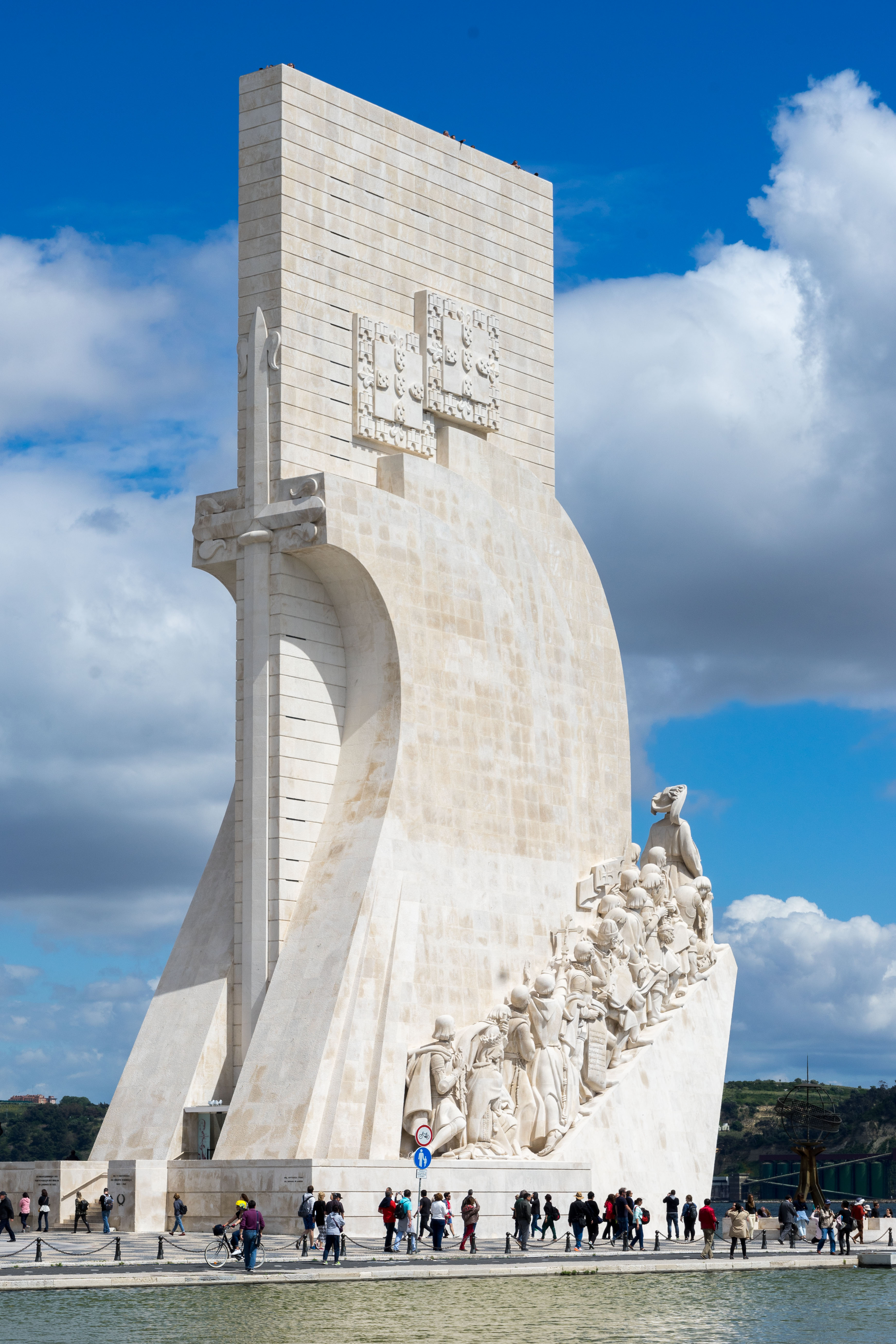
Památník objevitelů

Od konce 40. let se objevili další tvůrci, kteří čerpali z funkcionalistických a brutalistních inspirací. Mezi ně patřil například Nuno Teotónio Pereira (1922–2016), jenž navrhl několik kostelů a obytných souborů s výraznou železobetonovou konstrukcí (například kostel Nejsvětějšího Srdce Ježíšova, 1962–1970, v Lisabonu). Také se rozšiřovaly dopravní stavby a letištní terminály, rostly první moderní výškové domy, především na lisabonském předměstí směrem k řece Tejo.
Ačkoli zůstávaly některé projekty omezeny politickou cenzurou, zvyšovalo se povědomí o mezinárodních architektonických proudech. V Portu se objevily tendence později spojené se vznikem tzv. portské školy: architekti jako Fernando Távora (1923–2005) začali klást důraz na sociální roli architektury, její vztah k místu a historii.

### SAAL, „portská škola“ a mezinárodní úspěchy (po roce 1974)
Roku 1974 proběhla Karafiátová revoluce, která ukončila diktaturu a otevřela cestu k radikálním změnám v bydlení i urbanismu. Nová vláda spustila program SAAL (Serviço Ambulatório de Apoio Local), jenž podporoval participativní výstavbu pro chudší obyvatele. Do programu se zapojil například Álvaro Siza (*1933), který po roce 1974 realizoval významné projekty sociálního bydlení v Portu či v lisabonské čtvrti Bairro da Malagueira. Podobně Fernando Távora navrhoval obytné komplexy reagující na lokální tradice a potřeby komunity.
V 80. letech se výrazně proměnilo i komerční stavitelství. Architekt Tomás Taveira (*1938) zaujal expresivním postmoderním pojetím, například v kontroverzním komplexu Amoreiras (1985) v Lisabonu. Jiný směr představovala snaha o citlivé začlenění moderních forem do historické zástavby, jak ukázal Álvaro Siza při rekonstrukci čtvrti Chiado po ničivém požáru (1988).
Po roce 1980 se portugalská architektura definitivně propojila s evropskými a světovými tendencemi. Mnoho staveb v Lisabonu i Portu začalo reagovat na ideje postmoderny, přičemž si uchovávaly cit pro kontext a detail. Výrazným fenoménem se stala tzv. ‚‚portská škola‘‘, hlásící se k dědictví Fernanda Távory. Mezi jeho žáky patřil Álvaro Siza Vieira, který roku 1992 získal jako první Portugalec Pritzkerovu cenu za celoživotní dílo. Svůj osobitý styl rozvinul i Eduardo Souto de Moura (*1952), jenž obdržel stejné ocenění v roce 2011.
Mezi úspěšné tvůrce té doby se řadí také Gonçalo Byrne, João Álvaro Rocha nebo João Luís Carrilho da Graça. Právě v 90. letech se do popředí dostaly rekonstrukce historických center, nové kulturní a univerzitní budovy a také příprava výstavy Expo ’98, která zásadně změnila východní pobřeží Lisabonu (tzv. Parque das Nações). Tam vznikly stavby jako dopravní uzel Gare do Oriente od Santiaga Calatravy či Portugalem inspirovaný Pavilhão de Portugal (navržený Álvarem Sizou). Tím se Portugalsko etablovalo jako uznávaná země současné architektury, což stvrdily další mezinárodní projekty jeho architektů i rostoucí odborný zájem o portskou školu.

## Instituce

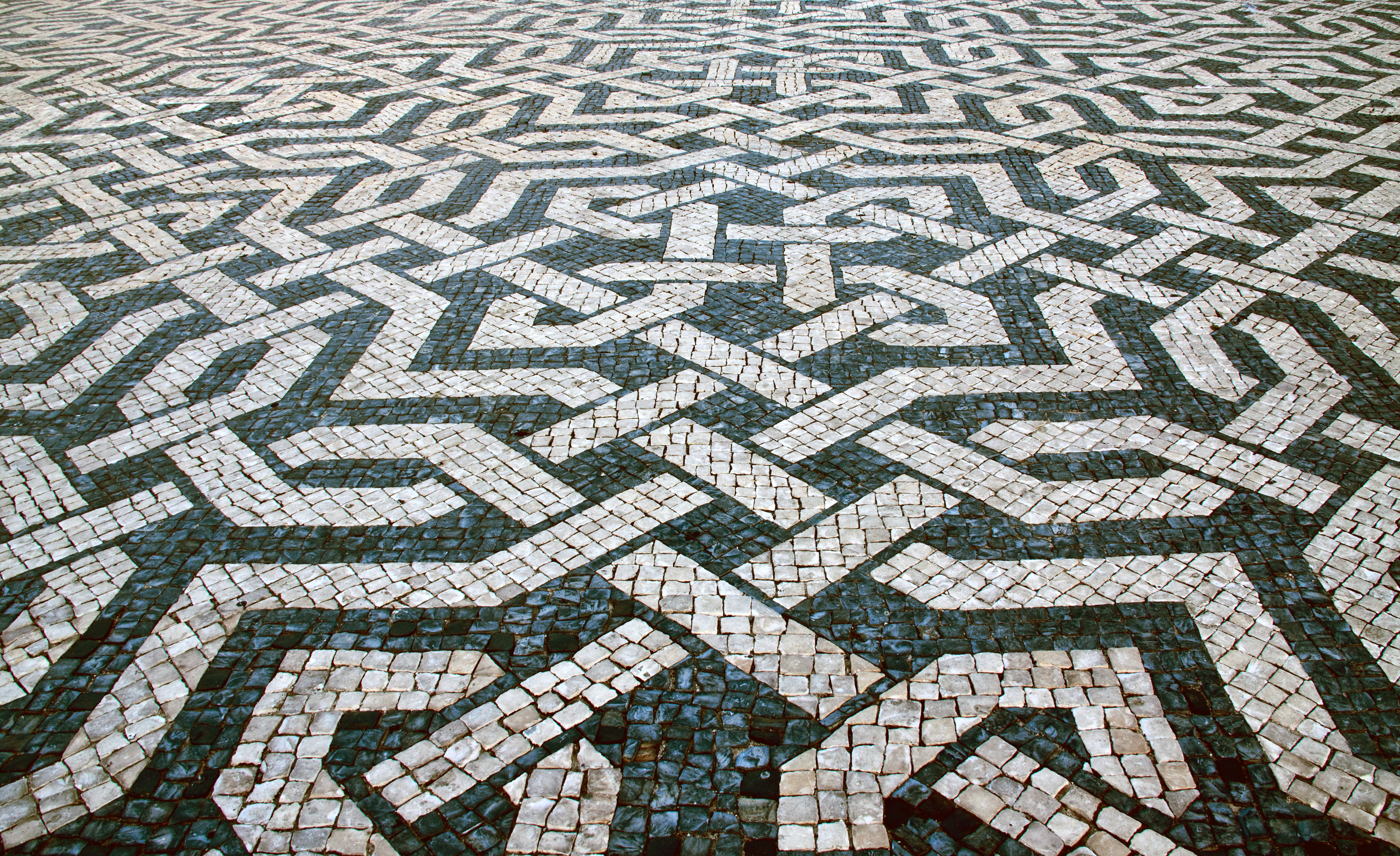
Portugalské dláždění na lisabonském náměstí Restauradores

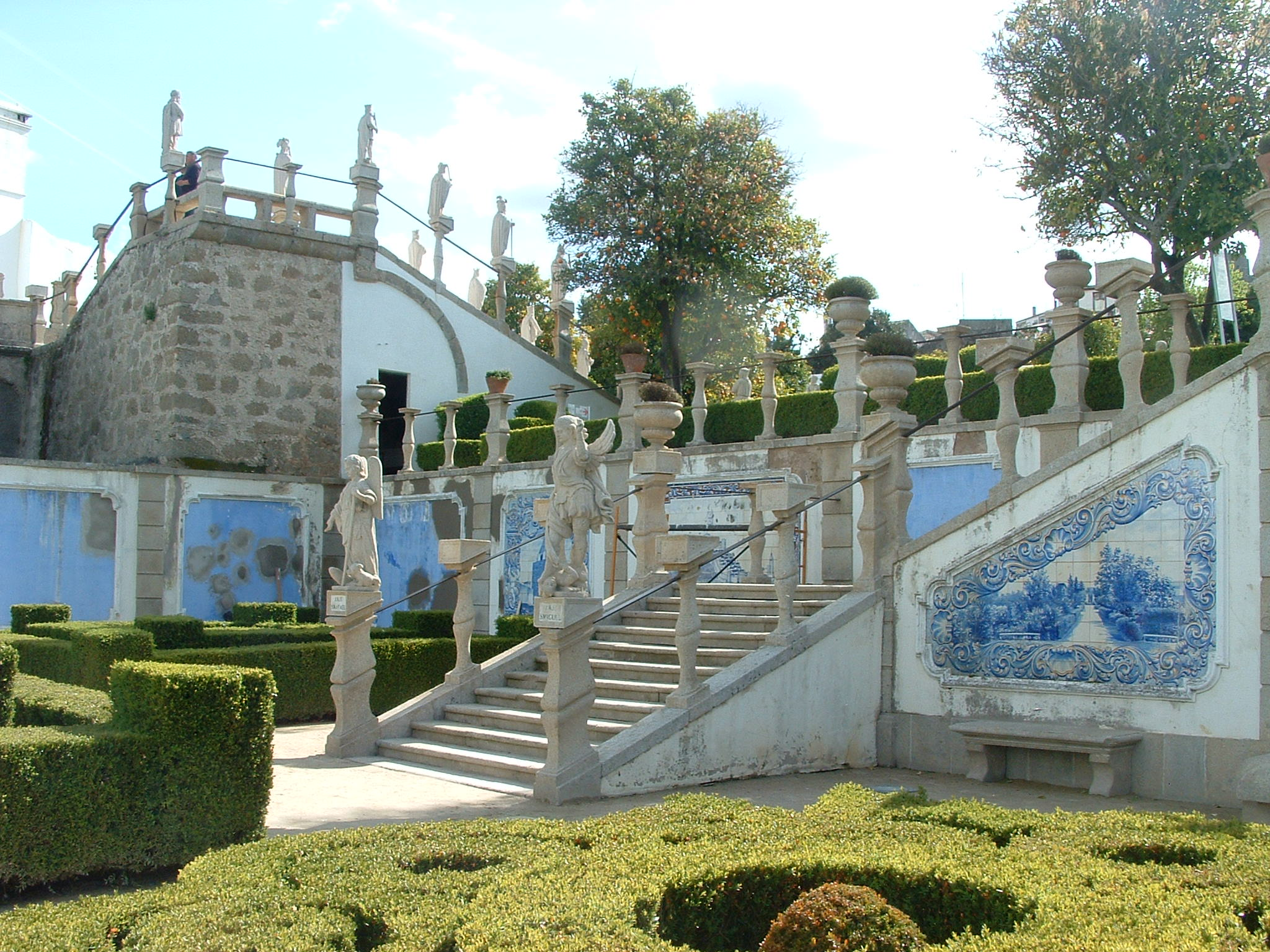
Panely z dlaždic azulejos v zahradě Jardim do Paço, Castelo Branco

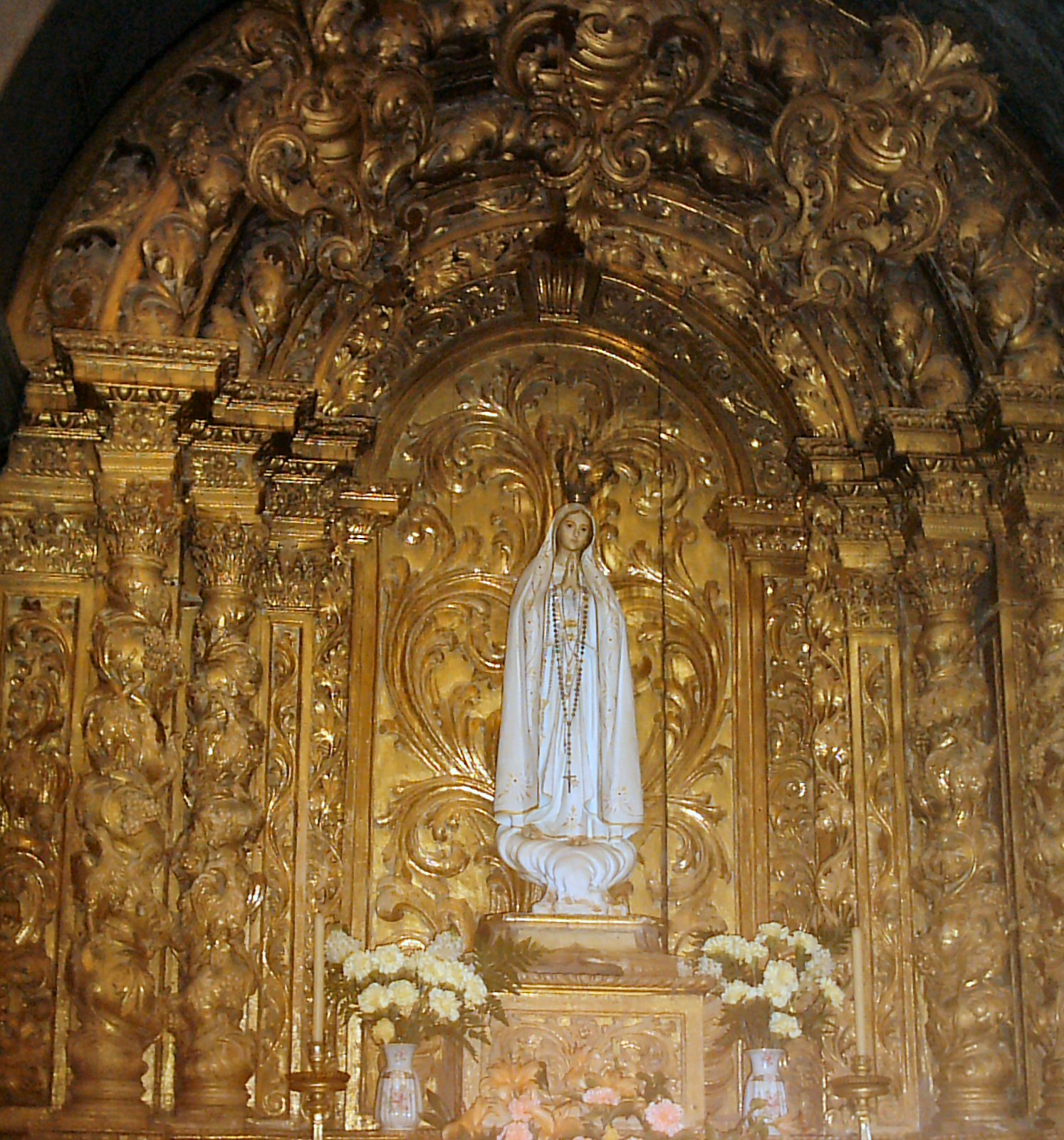
Oltář se zlacenou dřevořezbou (talha dourada), Camarate

### Školy a profesní sdružení
Systematické umělecké a architektonické vzdělávání se začalo formovat v 18. století, avšak hlavním mezníkem se stal rok 1836, kdy byla na základě reforem tehdejší vlády založena Real Academia de Belas-Artes de Lisboa (Královská akademie umění v Lisabonu). Ta navázala na dřívější menší umělecké ateliéry a kurzy a sehrála zásadní úlohu ve formování architektury i výtvarného umění v Portugalsku. Ve druhé polovině 19. století pak byla tato akademie reformována a přetvořena ve Vysokou školu umění v Lisabonu (Escola Superior de Belas-Artes de Lisboa, ESBAL), odkud vzešla celá řada známých architektů včetně Álvara Sizy Vieiry či Eduarda Souta de Moury.
V roce 1863 se skupina architektů sdružila v Associação dos Arquitectos Civis Portugueses, jež se později proměnila v různé nástupnické organizace a od 20. století působila mimo jiné pod názvem Instituto dos Arquitectos Portugueses (IAP). Současná Komora architektů (Ordem dos Arquitetos) vznikla v roce 1998 a zajišťuje regulaci profese, pořádá konference, vydává odborné publikace a spravuje registr architektů.
Ve 20. století se stala klíčovým vzdělávacím centrem Fakulta architektury Univerzity v Portu (Faculdade de Arquitectura da Universidade do Porto, FAUP), která byla jako samostatná součást univerzity ustavena v roce 1979. Je spojena s tzv. portskou školou, vycházející z odkazu Fernanda Távory, a proslavila se inovativními přístupy v návrhu staveb a urbanismu. Významnou roli ve vzdělávání budoucích architektů má i Instituto Superior Técnico (IST) v Lisabonu, kombinující výuku architektury a inženýrství s důrazem na udržitelné technologie.

### Výstavní instituce a ceny
V oblasti muzeí a galerií zaměřených na architekturu existuje několik specializovaných nebo částečně specializovaných institucí. Dům architektury (Casa da Arquitectura) v Portu se věnuje shromažďování a vystavování architektonických plánů, modelů i dokumentace k historické i současné tvorbě; pořádá též workshopy a diskuse mezi odborníky a širší veřejností. V Lisabonu působí Muzeum umění, architektury a technologie (Museu de Arte, Arquitetura e Tecnologia, MAAT), otevřené roku 2016, které se orientuje na současné tendence a prezentuje progresivní koncepty v oblasti stavitelství, designu a nových médií.
Národní muzeum starého umění (Museu Nacional de Arte Antiga) v Lisabonu je sice primárně zaměřeno na malířství a sochařství, uchovává však i cenné artefakty související se stavební historií. Širší mezinárodní kontext a propojení s dalšími obory vytváří také nadace Fundação Calouste Gulbenkian, která často podporuje výzkum a výstavy věnované architektuře. Specifickou platformu pro reflexi oboru představuje i Lisabonské architektonické trienále (Trienal de Arquitectura de Lisboa), které každé tři roky přináší mezinárodní výstavy, přednášky a diskuse.
Nejdéle udělovanou architektonickou cenou v Portugalsku je Prémio Valmor, založená roku 1902, jež oceňuje stavby vzniklé na území Lisabonu. K jejím významným laureátům patří například Porfírio Pardal Monteiro nebo Álvaro Siza Vieira. Další cenou s celostátním dosahem je Prémio Secil, která klade důraz na inovace, kvalitní provedení a estetické hodnoty oceněných realizací. Tyto soutěže, vedle drobnějších regionálních a tematických cen, přispívají k propagaci architektonické kultury a udržování kvality stavební tvorby.

### Památková péče a stavební regulace
Myšlenka státní ochrany architektonického dědictví se v Portugalsku začala výrazněji prosazovat v 19. století pod vlivem romantismu a rostoucího zájmu o středověké a renesanční památky jako výraz národní identity. První významnější zákon na ochranu památek byl vyhlášen roku 1910 po vzniku republiky, avšak systémovou péči upevnil až zákon z roku 1929, v jehož rámci vzniklo Generální ředitelství pro budovy a národní památky (Direcção-Geral dos Edifícios e Monumentos Nacionais, DGEMN). Po karafiátové revoluci roku 1974 se agenda dále rozšířila a dohledu nad památkami se ujaly nově ustavené kulturní instituce. V současnosti je nejvyšším orgánem památkové péče Generální ředitelství pro kulturní dědictví (Direção-Geral do Património Cultural, DGPC), jež spolu s regionálními úřady dohlíží na evidenci, klasifikaci a obnovu movitých i nemovitých kulturních památek. Řada významných staveb je zapsána na seznam národních památek (Monumento Nacional), případně je pod ochranou UNESCO.
Také stavební regulace má v Portugalsku dlouhou tradici, která se výrazně rozvinula po katastrofálním zemětřesení v Lisabonu roku 1755. Už v 18. století proto markýz de Pombal prosadil protiseismické předpisy a pravidla pro novou zástavbu města (tzv. pombalovský systém), jež patřily k nejpokrokovějším v Evropě. V moderní době se základním předpisem stalo „Všeobecné nařízení pro městské stavby“ (Regulamento Geral das Edificações Urbanas, 1951), postupně doplňované o konkrétní normy (např. protipožární, seismické či energetické). V současnosti je portugalské stavební právo sladěno s evropskými standardy a dozorováno příslušnými ministerstvy a samosprávami, které udělují stavební povolení, kontrolují technické parametry projektů a dohlížejí na bezpečnost a kvalitu výstavby.